# 大田科学高等学校
大田科学高等学校（朝鮮語: 대전과학고등학교）は、大韓民国大田広域市儒城区にある公立高等学校。大韓民国教育部より特殊目的高校(朝鮮語: 특목고등학교)である科学英才学校(朝鮮語: 과학영재학교)に指定された。

## 沿革
- 1983年11月21日 - 学校設立,文教部認可(クラス当り30人,6クラス)
- 1984年3月1日 - 初代キム・ハクジョン校長就任
- 1984年3月7日 - 開校及び第1回入学式(2クラス80人入学),中区文化洞所在の大田科学高等学校
- 1986年1月7日 - (寄宿舎)黎明館開館
- 1986年2月22日 - 第一回早期進学者修了式
- 1987年2月10日 - 第一回卒業式
- 1994年5月6日 - 校舎新築前(儒城区九城洞19-2,現位置)
- 2010年4月17日 - (寄宿舎)黎明館B棟·茶山館開館
- 2012年7月24日 - 2014年3月1日科学英才学校に指定転換(教育科学技術部長官)
- 2016年2月5日 - 第30回卒業式
- 2016年3月1日 - 第15代宋英坤校長就任

## 著名な出身者
- ペパトンス
- コ・サンジ
- チャン・デイク
- パク・ギョンシン